# Primovské skaly
Primovské skaly je přírodní rezervace v oblasti TANAP
Nachází se v katastrálním území obce Hôrka v okrese Poprad v Prešovském kraji. Území bylo vyhlášeno či novelizováno v roce 1982 na rozloze 7,6081 ha. Ochranné pásmo nebylo stanoveno.